# Bruno Toledo
Bruno Toledo (Maceió),  é um político brasileiro, filiado ao MDB. Nas eleições de 2022, foi eleito deputado estadual por AL.